# Анчоусовидная килька
Анчоусовидная килька (лат. Clupeonella engrauliformis) — вид рыб семейства сельдевых рода тюлек. Распространена в центральной и южной части Каспийского моря.
Впервые описан учёным-ихтиологом Н. А. Бородиным в 1904 году под названием Clupea engrauliformis. Впоследствии отнесён к роду Clupeonella. Голотип длиной 124 мм, отловленный у мыса Буйнак в Каспийском море, хранится в ЗИН РАН.

## Описание
Максимальная длина тела 16,5 см, масса — до 26 г.
Тело вытянутое, низкое, его высота составляет 16—19 % от длины тела. Чешуя легко опадающая.
Голова короткая и широкая, межглазничное расстояние составляет 16—18 % от длины тела, рот небольшой. Брюхо закруглённое с килем, в котором 23—31 килевых чешуй.
Жаберных тычинок 56—67. В спинном плавнике 13—21 мягких лучей, причём первые три луча неветвистые.
В анальном плавнике 18—22 мягких лучей, три первых неветвистые.
Почти чёрный хвостовой плавник сильно выемчатый. Края грудных плавников заострённые. Самки обычно немного крупнее самцов.
Спина тёмно-синяя с зеленоватым отливом.

## Биология
Стайная пелагическая рыба, обитает преимущественно в открытых водах, изредка подходит к берегам. Весной и осенью поднимается к поверхности, однако, большую часть года проводит на глубине до 78 м. Встречается при температуре воды от 6 до 28 °С и солёности 8—13 ‰. Совершает суточные вертикальные и сезонные миграции.

### Питание
Питается в дневные часы зоопланктоном, основу рациона составляют копеподы (преимущественно Eurytemora grimmi), в меньшей степени потребляет кладоцер, мизид и личинок моллюсков.
Конкурентами в питании являются другие планктоноядные рыбы.
Естественными врагами являются бражниковская сельдь (Alosa braschnikowi), осетровые и тюлени
.

### Размножение
Нерестится в открытом море над глубинами более 20 м в верхних слоях воды. Нерест порционный, растянут с мая по ноябрь. Плодовитость от 10 до 55 тыс. икринок. Икра с жировой каплей, пелагическая. Личиночная стадия продолжается до весны следующего после нереста года .

## Промысел
Ловят на свет. Уловы в середине 1970-х годов достигали 350 тыс. т. Используется для приготовления консервов, пресервов и для пряного посола. Большая часть сырья идёт на изготовление рыбной муки.

## Галерея

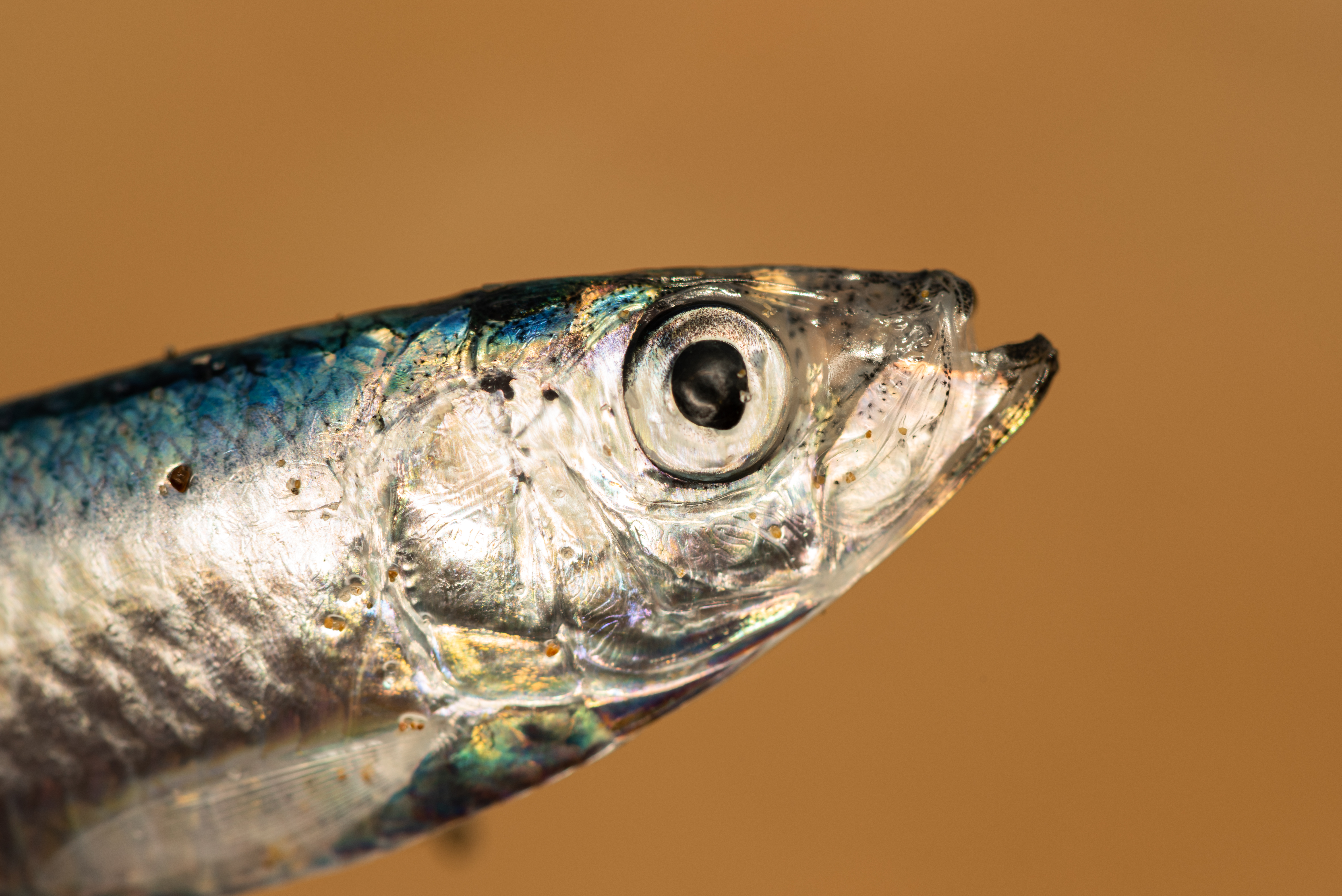
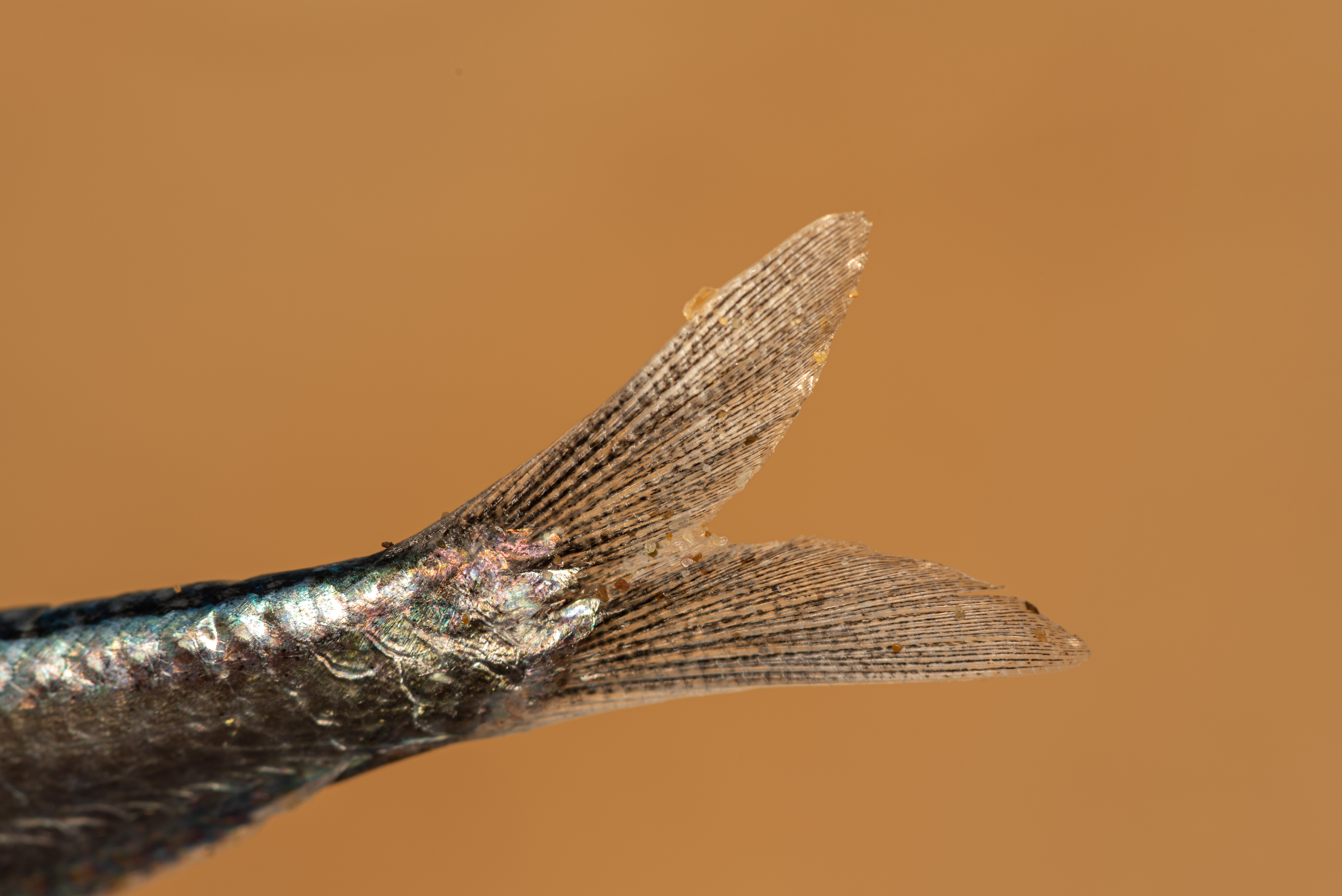